# Захист Патріотів
Захист Патріотів (англ. Patriot Defence) — громадська організація, заснована у травні 2014 року як гуманітарна ініціатива Світового конґресу українців, задля послідовного розвитку тактичної медицини та невідкладної допомоги в Україні. 07.12.2021 діяльність організації припинено в результаті ліквідації за власною ініціативою.

## Діяльність
«Захист Патріотів» — це команда кваліфікованих координаторів та сертифікованих за міжнародними стандартами інструкторів на чолі з директором Марком Супруном. До 2016 року ГО "Захист Патріотів" очолювала доктор Уляною Супрун, а медичним директором був доктор Олександр Лінчевський. Наразі Уляна Супрун — виконувачка обов'язків міністра охорони здоров‘я, Олександр Лінчевський — заступник міністра охорони здоров'я України.
Свою діяльність організація веде у співпраці з різними інституціями та громадськими організаціями в Україні та за кордоном. Зокрема меморандуми про співпрацю було підписано зі Службою Безпеки України, Міністерством внутрішніх справ, Національною гвардією, Державною прикордонною службою, Головним управлінням розвідки Міністерства оборони України, Сухопутними військами Збройних сил України та Високомобільними десантними військами України.
Крім того, низку проєктів «Захисту Патріотів» було втілено завдяки підтримці Канадського та Австралійського посольств в Україні, а також уряду Канади.

### Курс бійця-рятувальника
Курс бійця-рятувальника, який викладають у всіх країнах-членах НАТО, надає військовим знання з першої допомоги на полі бою. Для справжнього порятунку життів недостатньо забезпечити особовий склад індивідуальними аптечками, бійців необхідно озброїти знаннями щодо їх застосування. Інструктори «Захисту Патріотів» пройшли сертифікацію за міжнародними стандартами задля проведення професійного навчання, яке базується на доказовій медицині та керується міжнародними протоколами Committee on Tactical Combat Casualty Care (ТССС). Таким чином упродовж дво- або триденного курсу з використанням тренувальних матеріалів та компонентів IFAK українські бійці отримують підготовку такого ж рівня, як і військові в США, Канаді, Великій Британії та інших країнах-членах НАТО. 

### Медик військ спеціального призначення
Курс розроблено для підрозділів спеціального призначення, що діють в українській армії та спецслужбах. Спільно з колишніми військовослужбовцями Великої Британії «Захист Патріотів» розробив курс для підрозділів, що діють в українській армії та спецслужбах. Підготовка одного бойового медика на взвод спецпідрозділу для надання якісної та своєчасної допомоги в разі необхідності. Семиденний інтенсив включає навчання та відпрацювання алгоритмів роботи з різними видами поранень під наглядом медичного директора організації. Чисельність навчальної групи — не більше 6 курсантів на одного інструктора. Обов’язковими умовами участі в програмі є попереднє проходження курсу бійця-рятувальника та бойовий досвід.
.

### Співпраця з ветеранами
«Захист Патріотів» вперше в Україні залучив до навчань з тактичної медицини ветеранів війни — бійців, які отримали поранення під час бойових дій на Сході України. Знання, отримані завдяки  допомозі ветеранів є неоціненними. Ветерани АТО прагнуть і можуть зміцнювати боєздатність України. Такі тренування найбільш наближені до реальних подій, тому дозволяють заточувати навички бійців та привчають їх бути готовими до того, що може трапитися під час бойових дій.

### Навчання лікарів
У 2015 році «Захист Патріотів» почав проводити курс «Підтримка життя під час травми», який призначений для лікарів та базується на найсучасніших підходах до лікування травми. Курс базується на найактуальніших підходах до лікування політравми та призначений для покращення продуктивності та якості медичної допомоги шляхом підвищення кваліфікації хірургів, травматологів, анестезіологів, військових лікарів при роботі в ситуації високого ризику. Люди гинуть у системах, які не налаштовані на дію. У приймальних відділеннях не повинно залишатися однозадачного персоналу. Саме тому будь-який медик, який тим чи іншим чином дотичний до ситуацій пов’язаних із травмою повинний володіти алгоритмами дій та навичками оптимальної командної роботи.
Українська програма «Підтримка життя під час травми» підготувала за світовими стандартами 156 військових та 348 цивільних лікарів.

### Конференції з тактичної медицини
Війна в Україні посилила увагу до стану системи тактичної медицини. Задля впровадження системних змін у цій сфері «Захист Патріотів» організовує міжнародні конференції з тактичної медицини в Україні, до яких долучаються міжнародні експерти з тактичної медицини, представники країн-членів НАТО, а також усіх силових міністерств та відомств і їхніх навчальних закладів.  
Перша конференція пройшла у січні 2015 року, друга — у березні 2016. Конференції проходили у форматі тематичних панелей, секцій та практичних тренінгів з українськими та міжнародними експертами. Їхня мета — розвиток та стандартизація тактичної медицини міжнародного зразка в Україні.

### Тренування патрульної поліції
У червні 2015 року «Захист Патріотів» спільно з партнерською організацією «MotoHelp» почали навчання Нової поліції України. Було розроблено спеціальний адаптований курс з надання першої допомоги згідно зі світовими стандартами TECC — Tactical Emergency Casualty Care. Нова патрульна служба Києва почала свою роботу з навичками першої допомоги та аптечками. Завдяки підтримці посольства Австралії в Україні патрульні отримали 2 тисячі індивідуальних та 210 аптечок для патрульних машин. Наразі тренування нових патрульних триває й в інших містах України.

## Галерея

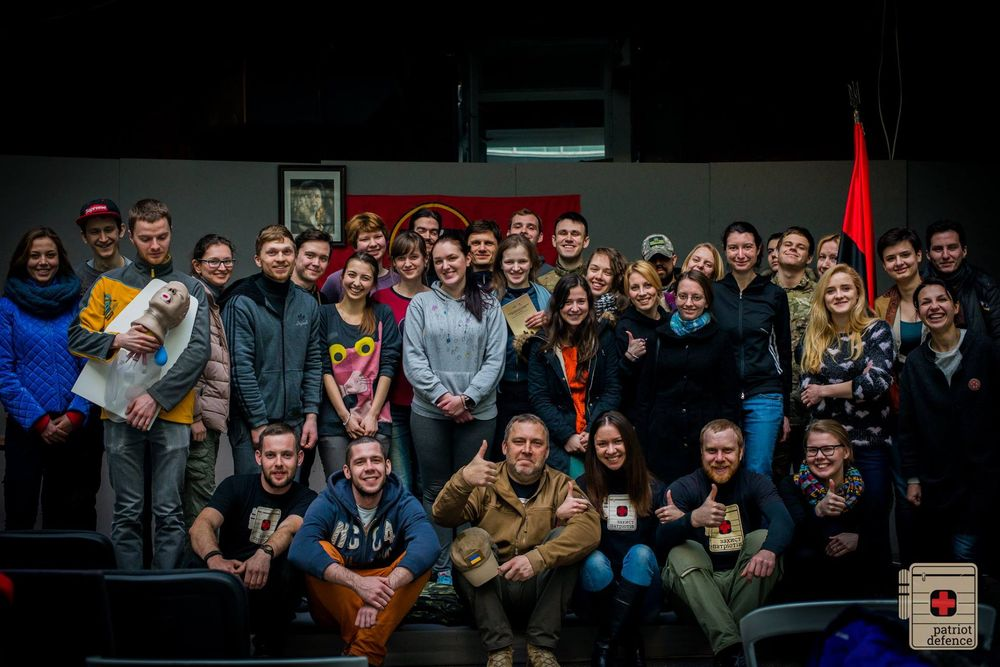
Команда Захисту Патріотів
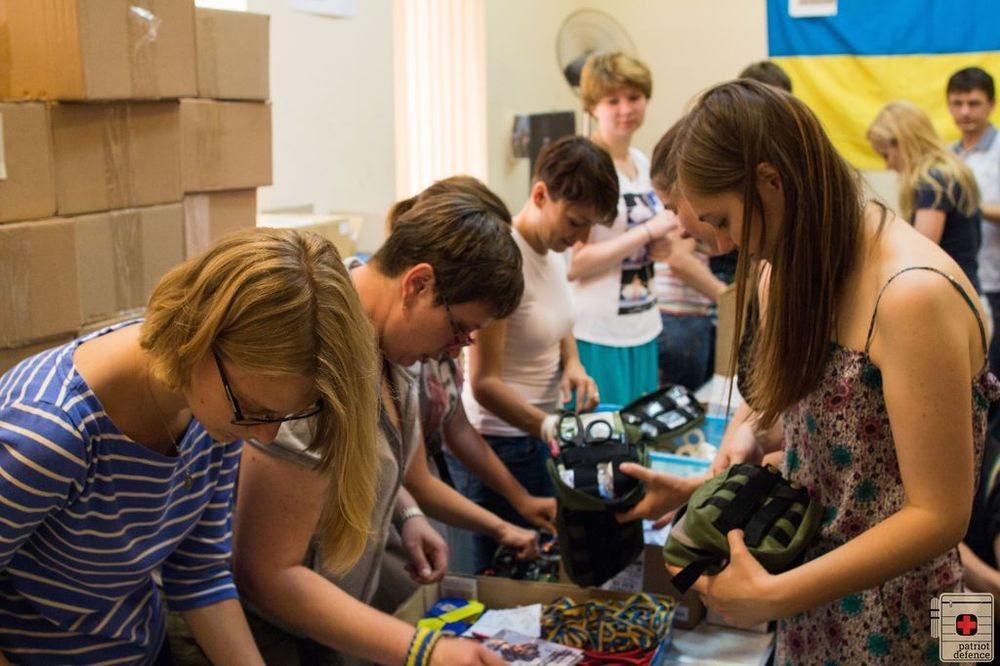
Складання аптечок
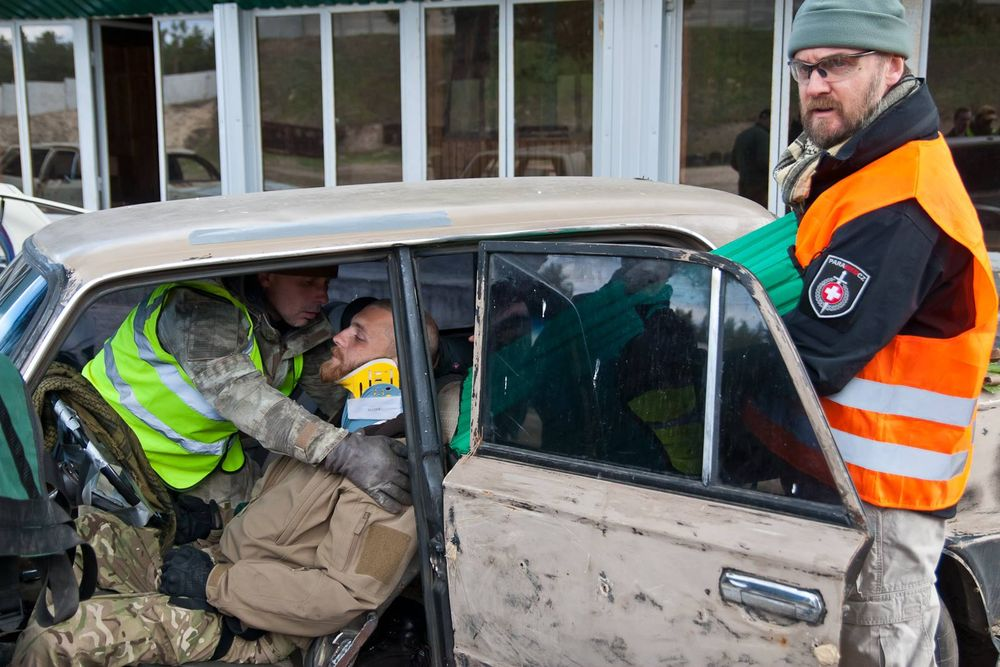
Навчання інструкторів Захисту Патріотів
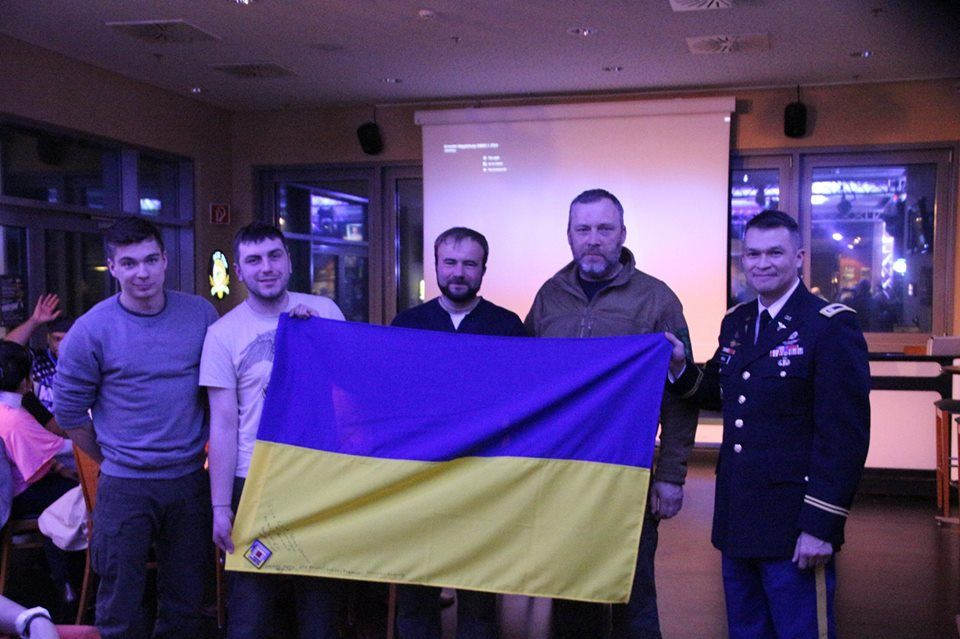
Підвищення кваліфікації інструкторів, Німеччина
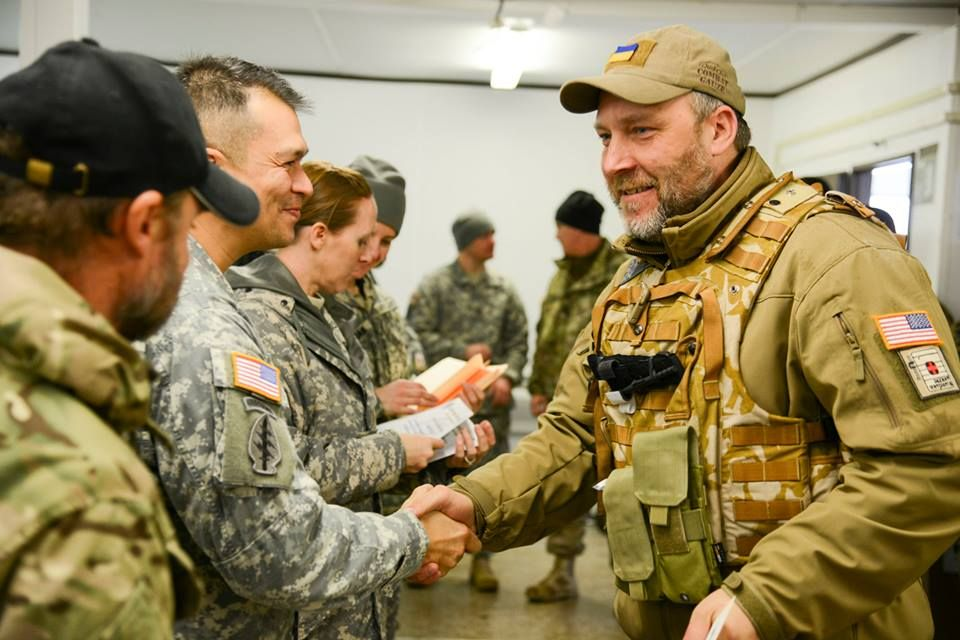
Підвищення кваліфікації інструкторів, Німеччина
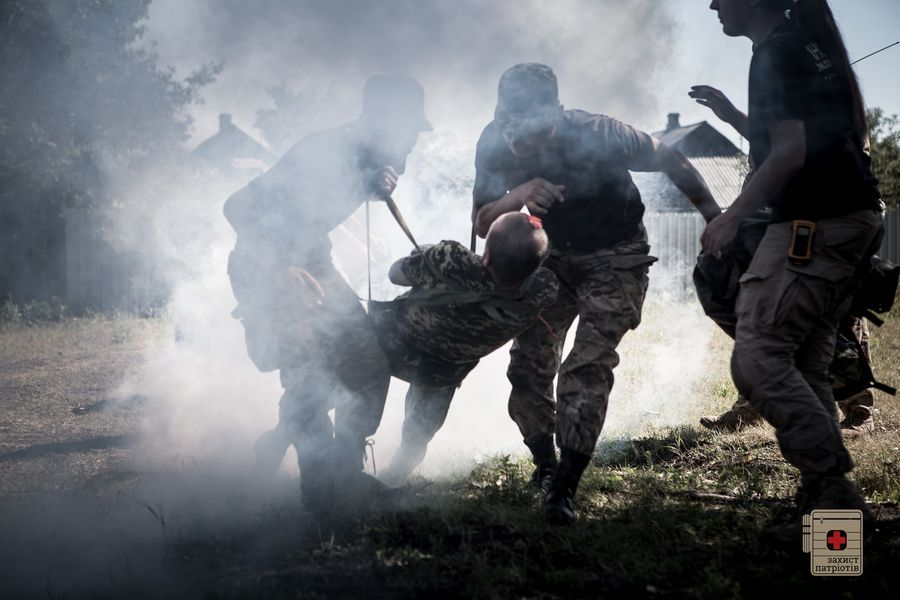
Курс бійця-рятувальника
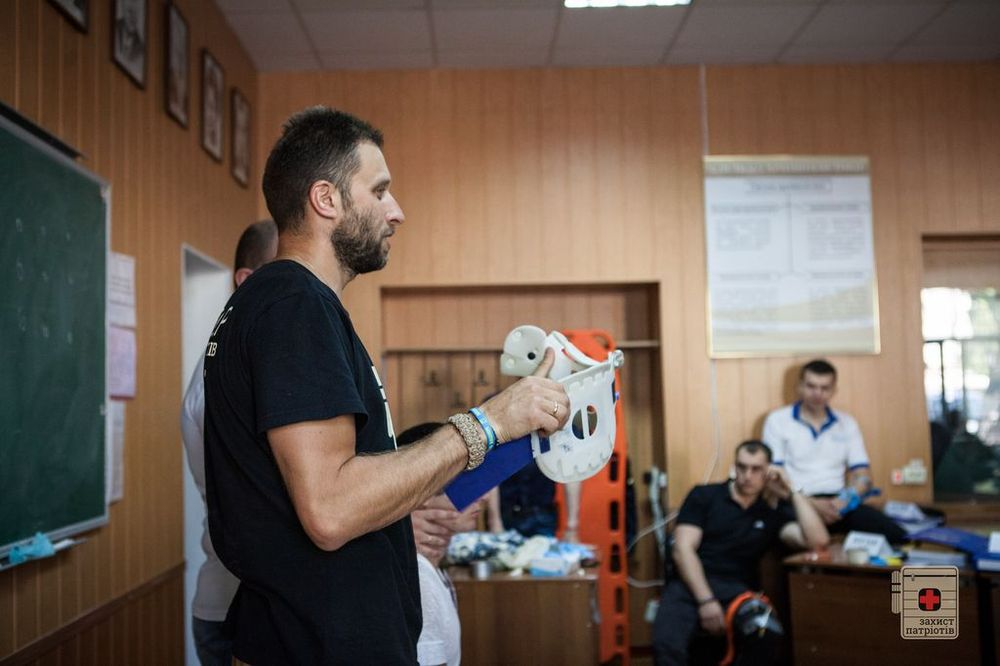
Тренування нових патрульних
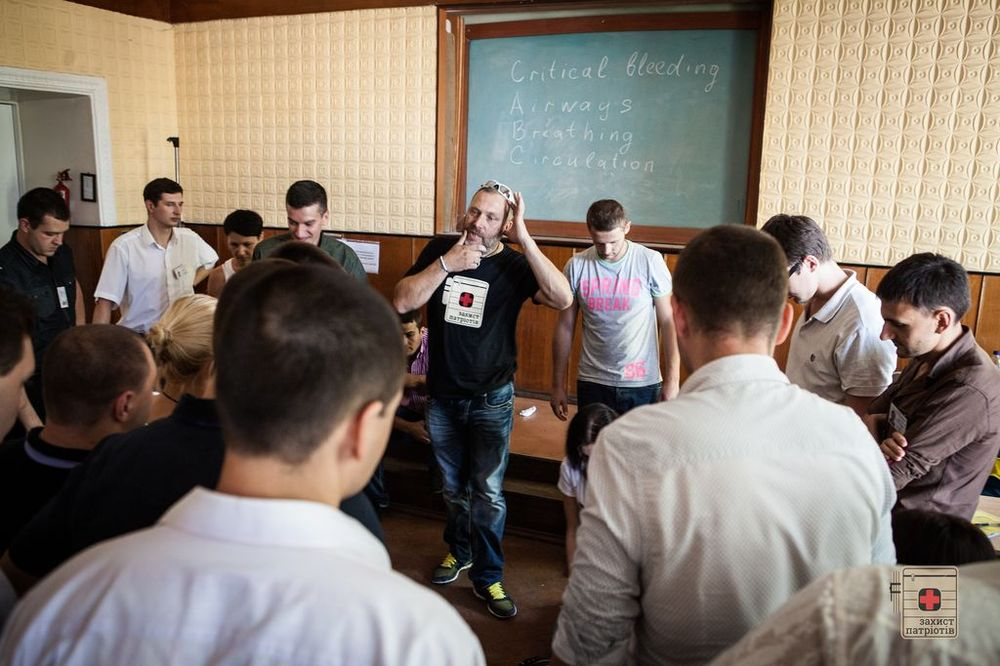
Тренування нових патрульних
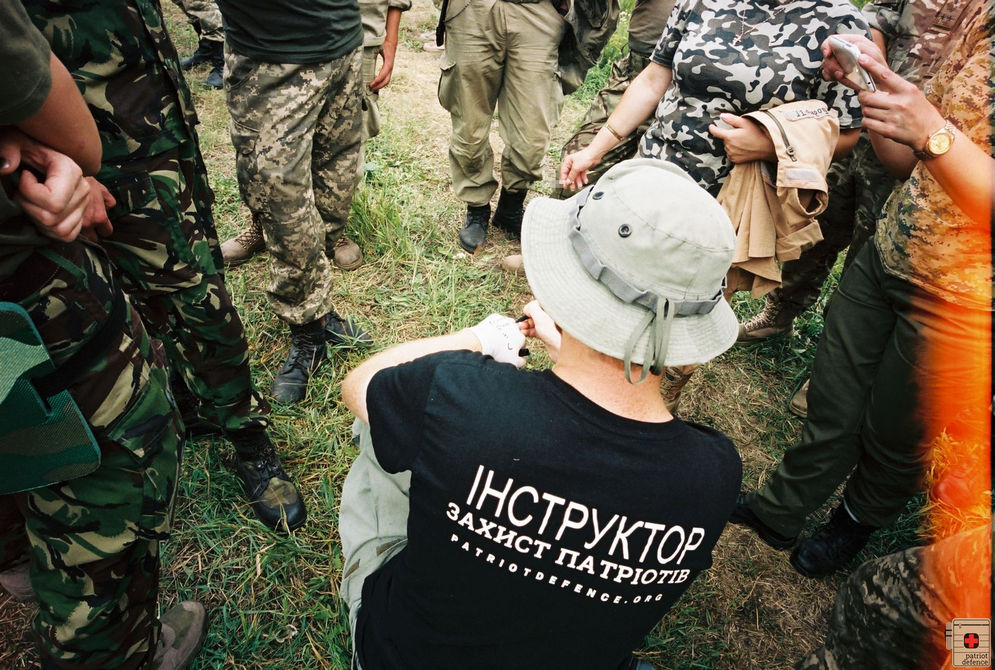
Навчання розвідників
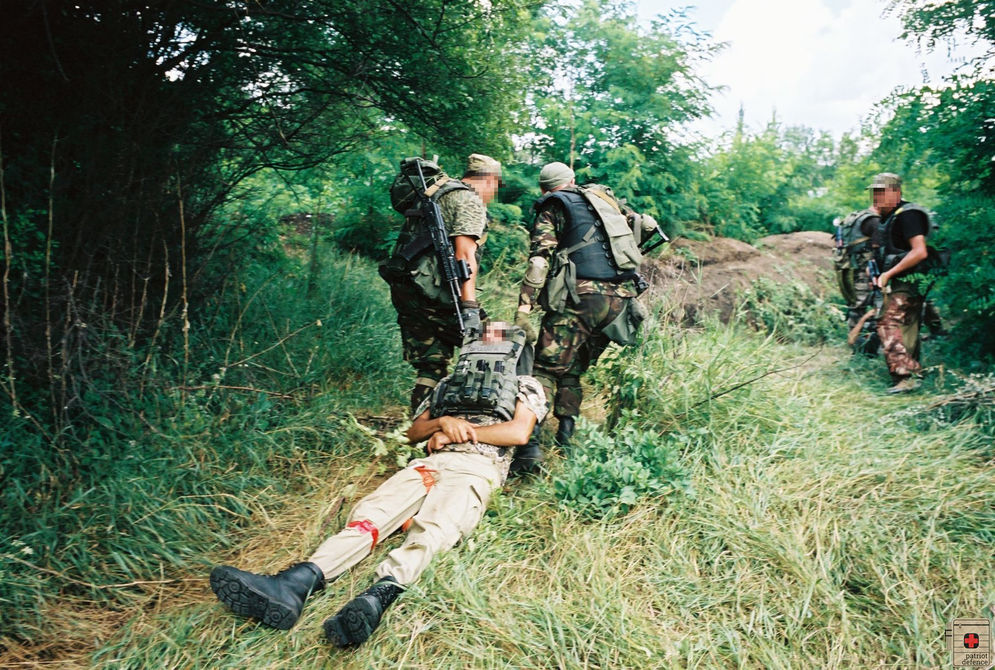
Навчання розвідників
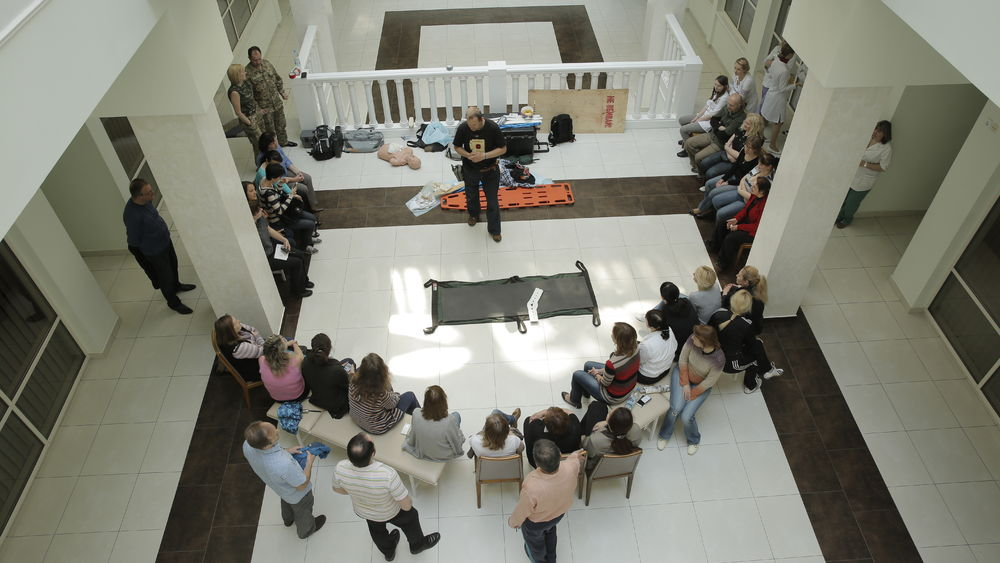
Екстрена домедична допомога в умовах міста
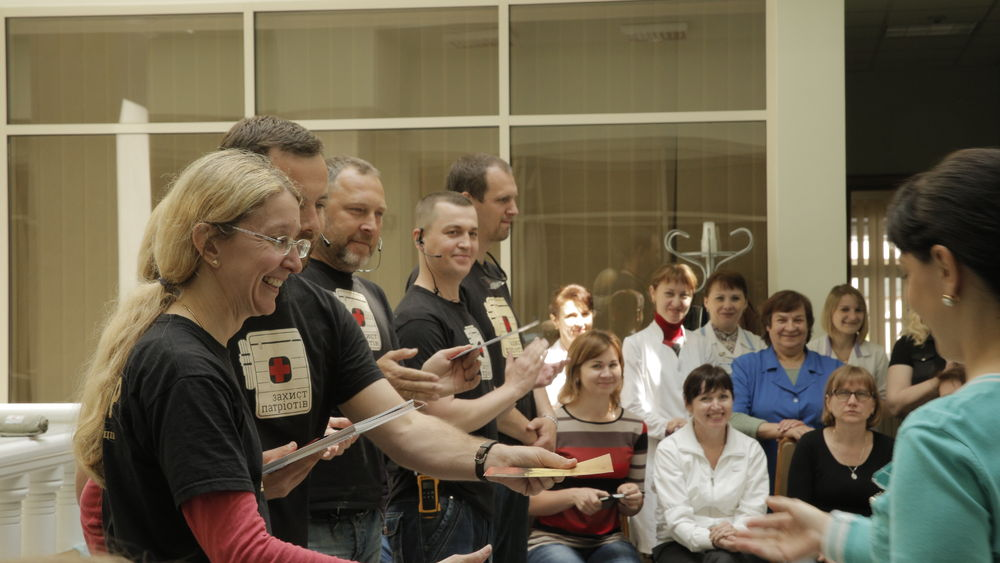
Екстрена домедична допомога в умовах міста
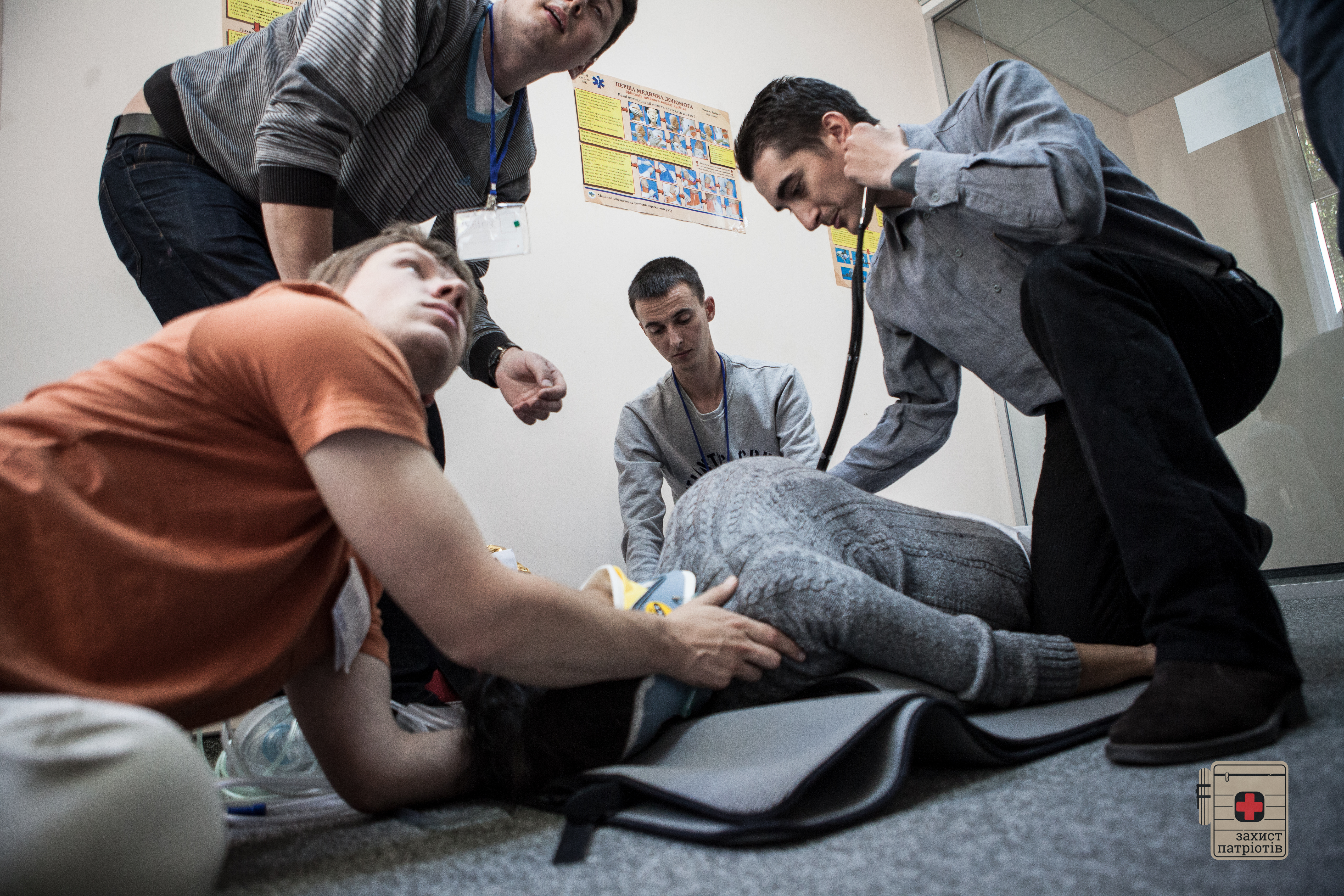
Екстрена домедична допомога в умовах міста
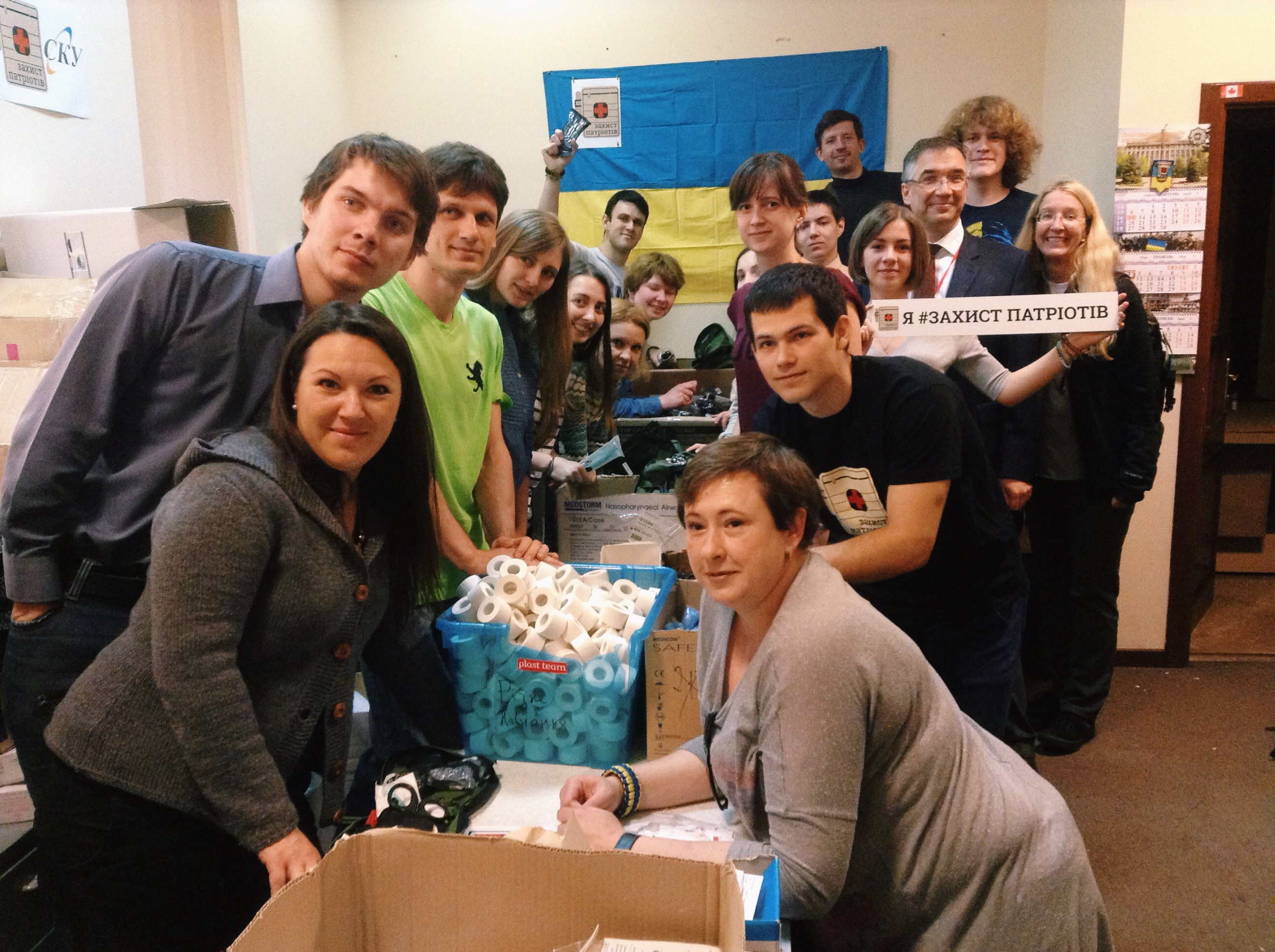
Складання аптечок з послом Канади